# Avellanita bustillosii
Avellanita bustillosii är en törelväxtart som beskrevs av Rodolfo Amando Philippi. Avellanita bustillosii ingår i släktet Avellanita och familjen törelväxter. Inga underarter finns listade i Catalogue of Life.